# النادي العربي (قطر)
النادي العربي الرياضي، هو نادي رياضي قطري مقره في الدوحة. تأسس عام 1952، أبرز فريق للنادي هو فريق كرة القدم الذي ينافس في دوري نجوم قطر. الملعب الرئيسي للنادي هو ملعب حمد الكبير الذي يتسع لـ 13000 مقعد.
حقق العربي أول نجاح كبير له في عام 1978، حين فاز بكأس أمير قطر، كما فاز بالعديد من الألقاب خلال الثمانينيات والتسعينيات في هذين العقدين، حيث فاز بـ 17 لقبًا كبيرًا. محليًا، فاز العربي بسبعة ألقاب للدوري، وثمانية ألقاب في بطولة كأس أمير قطر، ولقب واحد في كأس ولي عهد قطر، وستة ألقاب في بطولة كأس الشيخ جاسم.
وفي 12 أبريل 2024 توج العربي بلقب النسخة الأولى من الكأس السوبر الإماراتية- القطرية بعد فوزه على فريق الشارقة الإماراتي بهدف دون رد في اللقاء الذي أقيم على استاد الثمامة بالدوحة.

## تاريخ
كانت انطلاقة العربي بهذا الاسم في سنة 1972م نتيجة لقرار دمج ناديي التحرير والوحدة في ناد واحد وبالتالي فإن جذور العربي تمتد إلى عام 1952م وهو تاريخ تأسيس نادي التحرير و1957 تاريخ تأسيس نادي الوحدة.
وكان النادي العربي (التحرير والوحدة) في منطقه الهتمي القديم وهو من أوائل الأندية القطرية التي ساهمت في تأسيس أول اتحاد قطري لكرة القدم عام 1965م.
وتتميز القلعة الحمراء التي تشمخ بفخر واعتزاز في منطقة السلطة الجديدة بأنها منبع المواهب حيث قدمت للرياضة القطرية أفذاذ الإداريين واللاعبين والمدربين في مختلف الألعاب، كما تميز أبناء العربي على مر السنين بفهمهم العميق لمعاني الرياضة وتجسيدهم لمبادئها أخلاقاً رفيعة وتعاملاً سمحاً وتشجيعاً مهذباً وتعاضداً قوياً وتلاقياً أخوياً كأبناء الأسرة الواحدة، الأمر الذي جعل من هذا النادي مفخرة من مفاخر الرياضة في قطر.

### نادي التحرير الرياضي 1952 - 1972
كان مقر هذا النادي في شرق الدوحة في الهتمي القديمة (بالقرب من موقع جسر رأس أبو عبود الحالي)، وقد دمج هذا النادي مع نادي الوحدة تحت اسم النادي العربي طبقاً للقرار الوزاري رقم 11 لسنة 72 ومذكرة إدارة رعاية الشباب في هذا الشأن
أسماء مؤسسي نادي التحرير الرياضي: مبارك محمد العثمان الخليفي، عبدالله محمد العثمان الخليفي، خليفة مهنا الظاعن العجمي، هتمي بن أحمد الهتمي

### نادي الوحدة الرياضي 1957 - 1972
كان أول مقر لهذا النادي في براحة الجفيري من جهة الجنوب
أسماء مؤسسي نادي الوحدة الرياضي:
أحمد علي الأنصاري - سلطان عبد الله الجابر - عبد الرحمن محمد الماس - يوسف أحمد الساعي - محمد علي الأنصاري - محمد عبد الرحمن الملا - علي جديد - سلطان سعيد العلي

### النادي العربي
كان النادي العربي مصدر ينبض من اللاعبين الذي يغذي المنتخب والأندية كلها في الدوري القطري

## تشكيلة الفريق
ملاحظة: تشير الأعلام إلى المنتخب الوطني على النحو المحدد في قواعد الأهلية للفيفا. قد يحمل اللاعبون أكثر من جنسية واحدة غير تابعة للفيفا.
| الرقم | البلد   | المركز | اللاعب                                 |
| ----- | ------- | ------ | -------------------------------------- |
| 2     | قطر     | مدافع  | يوسف مفتاح                             |
| 4     | قطر     | وسط    | عبد الرحمن عناد                        |
| 5     | إسبانيا | مدافع  | سيمو كداري                             |
| 6     | قطر     | مدافع  | عبد الله معرفيه                        |
| 7     | إيطاليا | وسط    | ماركو فيراتي                           |
| 8     | قطر     | وسط    | أحمد فتحي                              |
| 9     | سوريا   | مهاجم  | عمر السومة                             |
| 10    | إسبانيا | وسط    | رودري                                  |
| 11    | الأردن  | مهاجم  | يزن النعيمات                           |
| 13    | قطر     | مدافع  | محمد علاء الدين                        |
| 14    | قطر     | مدافع  | هلال محمد (معار من نادي الخور)         |
| 15    | قطر     | مدافع  | جاسم جابر                              |
| 16    | قطر     | مدافع  | عبد الله السليطي                       |
| 17    | قطر     | مهاجم  | أحمد علاء الدين (معار من نادي الغرافة) |
| 18    | قطر     | مدافع  | إبراهيم السعيد                         |
| 19    | قطر     | وسط    | حسن سيف U21                            |
| 20    | قطر     | وسط    | لويز جونيور                            |

| الرقم | البلد       | المركز | اللاعب            |
| ----- | ----------- | ------ | ----------------- |
| 21    | قطر         | حارس   | محمود أبو ندى     |
| 22    | السنغال     | مدافع  | عبدو ديالو        |
| 23    | دولة فلسطين | مهاجم  | علاء الدين حسن    |
| 24    | قطر         | وسط    | عبد الله المريسي  |
| 27    | قطر         | وسط    | أحمد معين         |
| 28    | تونس        | وسط    | يوسف المساكني     |
| 30    | قطر         | حارس   | محمد سعيد إبراهيم |
| 31    | قطر         | حارس   | جاسم الهيل        |
| 34    | البرازيل    | مهاجم  | جواو بيدرو U19    |
| 35    | قطر         | وسط    | غانم السليطي U21  |
| 36    | قطر         | حارس   | إبراهيم بكري U21  |
| 40    | قطر         | وسط    | شادي بوري U21     |
| 41    | قطر         | مدافع  | مروان حسن U21     |
| 47    | قطر         | وسط    | تامر بوري U21     |
| 80    | فرنسا       | مهاجم  | إسحاق الحاجي      |
| 99    | قطر         | مهاجم  | رامي سهيل         |

### المعارون
ملاحظة: تشير الأعلام إلى المنتخب الوطني على النحو المحدد في قواعد الأهلية للفيفا. قد يحمل اللاعبون أكثر من جنسية واحدة غير تابعة للفيفا.
| الرقم | البلد | المركز | اللاعب                                        |
| ----- | ----- | ------ | --------------------------------------------- |
| 32    | قطر   | وسط    | سالم رضا U21 (معار إلى نادي ألكوركون ب)       |
| 45    | قطر   | مدافع  | الهاشمي الحسين U21 (معار إلى نادي ألكوركون ب) |
| 96    | قطر   | حارس   | أمير حسن U21 (معار إلى نادي الدحيل)           |

| الرقم | البلد  | المركز | اللاعب                                        |
| ----- | ------ | ------ | --------------------------------------------- |
| --    | هولندا | وسط    | محمد التعبوني (معار إلى نادي قطر)             |
| --    | قطر    | وسط    | إبراهيم كلا (معار إلى نادي الخور)             |
| --    | قطر    | مهاجم  | محمد خالد جودة U21 (معار إلى نادي كالاهورا ب) |

## أشهر اللاعبين المحترفين في تاريخ النادي
- يوسف المساكني
- لخضر بلومي
- غابرييل باتيستوتا
- توني بوبوفيتش
- راشد الدوسري
- محمد سالمين
- خوان كارلوس أركي
- لومانا لوا لوا
- اكرم حميد
- محمد بركات
- مات موسيلو
- ستيفان ايفنبرغ
- هادي شكوري
- جواد نكونام
- أشكان دجاغه
- خداداد عزيزي
- دينيس أوليتش
- بوشعيب المباركي
- جواو توماس
- بلايس نكوفو
- بابلو هيرنانديز
- يوسف شيبو
- ليوناردو بيسكوليتشي
- عمر السومة

## الألقاب والإنجازات
كأس ولي العهد القطري
- البطل (1): 1997.[4]

كأس أمير قطر
- البطل (9)، 1978، 1979، 1980، 1983، 1984، 1989، 1990، 1993، 2023.[4]

كأس الشيخ جاسم (كأس السوبر القطري)
- البطل (3):2008، 2010، 2011.[4]

كأس الاتحاد القطري
- البطل (1): 2022.[4]

## الطاقم الإداري

### رؤساء النادي
تعاقب عدد من الإداريين على رئاسة النادي العربي القطري منذ عام 1972 تاريخ تأسيسه، وكان أول رئيس له هو مقبل بن علي الهتمي في الفترة بين عامي (1972-1976)  ثم تعاقب آخرون على النحو التالي:
- عبد الرحمن الجابر مفتاح: في الفترة بين عامي (1976–78).
- سلطان خالد السويدي: في الفترة بين عامي (1978–88).
- عبد الله يوسف المال: في الفترة بين عامي (1988-00).
- الشيخ جاسم بن فهد بن جاسم آل ثاني: في الفترة بين عامي (2000-2001).
- الشيخ خليفة بن حمد بن جابر آل ثاني: في الفترة بين عامي (2001–02).
- الشيخ فلاح بن جاسم آل ثاني: في الفترة بين عامي (2002–06).
- الشيخ فيصل بن مبارك آل ثاني: في الفترة بين عامي (2006-09).
- عبد الله يوسف المال: في الفترة بين عامي (2009-12).
- هتمي بن علي الهتمي: في الفترة بين عامي (2012 – 2016).
- الشيخ خليفة بن حمد بن جابر آل ثاني: في الفترة بين عامي (2016-2020).
- الشيخ تميم بن فهد بن جابر آل ثاني: منذ عام 2020 – إلى الآن.

### المدربون
| الفترة                  | المدرب                        |
| ----------------------- | ----------------------------- |
| 1992–93                 | كولن أديسون                   |
| 1996–98                 | جونالودين ماسوفيك             |
| 2000                    | لويس سانتابونز                |
| 2000-2001               | عدنان درجال                   |
| 2003                    | روبرتو كارلوس بيريرا دا سيلفا |
| نوفمبر 2003 – يونيو 05  | فولفغانغ سيدكا                |
| مايو 2005 – مايو 06     | ايلي باجي                     |
| يوليو 2006 – أكتوبر 06  | هنري ميشيل                    |
| أكتوبر 2006 – فبراير 07 | عبد الله سعد                  |
| فبراير 2007 – مارس 08   | خوسيه روماو                   |
| مارس 2008 – أبريل 08    | أديلسون فرنانديز              |
| يوليو 2008 – ديسيمبر 08 | زي ماريو                      |
| ديسيمبر 2008 – يوليو 10 | أولي شتيليكه                  |
| يوليو 2010 – يونيو 11   | بريكليس تشاموسكا              |
| يونيو 2011 – يناير 12   | باولو سيلاس                   |
| يناير 12 -              | عبد الله سعد                  |
| 12 مارس-                | بيير لوشانتر                  |
| 12 أكتوبر-              | حسن شحاتة                     |
| 13 مارس-                | عبد العزيز بنيج               |
| يونيو 13-               | أولي شتيليكه                  |

## الأنشطة الرياضية الأخرى
لا يقتصر نشاط النادي العربي في لعبة كرة القدم لطالما احتكر النادي العربي دوري كرة الطائرة في قطر وكذلك له بطولات خارجية عربية وخليجية إضافة إلى أنه وصيف آسيا 2010 حين واجه فريق بيكان الإيراني ولكرة السلة نصيب لا بأس به من البطولات محليا وخارجيا ولكرة اليد نصيب أيضا وكذلك تنس الطاولة.
وبعض من الأساطير في النادي العربي للألعاب الأخرى:
- يوسف فريدون (كرة طائرة)
- بلال سعد الكواري (كرة سلة)
- راشد كاهورا (كرة يد)
- بلال محمد سعد (ألعاب قوى)